# Giuseppe Vingiano
Giuseppe Vingiano (Castellammare di Stabia, 18 marzo 1888 – Roma, 30 settembre 1970) è stato uno scrittore e giornalista italiano. 
Ufficiale della Regia Marina, è noto per aver pubblicato diversi libri di storia della guerra navale e per essere stato il segretario particolare di Giuseppe Saragat.

## Biografia
Nel 1915 scrisse i versi dell'Inno dei redenti che diverrà un canto con la musica di Renato Brogi.

### Carriera militare
Giuseppe Vingiano arruolatosi nella Regia Marina, diviene capo furiere nel 1924. Successivamente raggiungerà il grado di capo furiere di Ia classe per poi transitare nel 1936 al ruolo ufficiali con il grado di sottotenente del servizio contabile.
Nel luglio del 1937 viene promosso al grado di tenente. Nel 1939 ottiene la promozione al grado di capitano.
Negli anni '30 e '40 scriveva articoli su Prore Armate rivista quindicinale della Regia Marina, sulle riviste di politica La verità, sul mensile La vita italiana e sul periodico Umanesimo rassegna del pensiero universale.

### Attività saggistica e giornalistica
Dopo la seconda guerra mondiale e terminata l'esperienza in Marina fu giornalista per Giornale del Mezzogiorno, Il giornale d'Italia, La Giustizia, Il Corriere della Somalia e scrisse articoli per la rivista Civiltà delle Macchine.

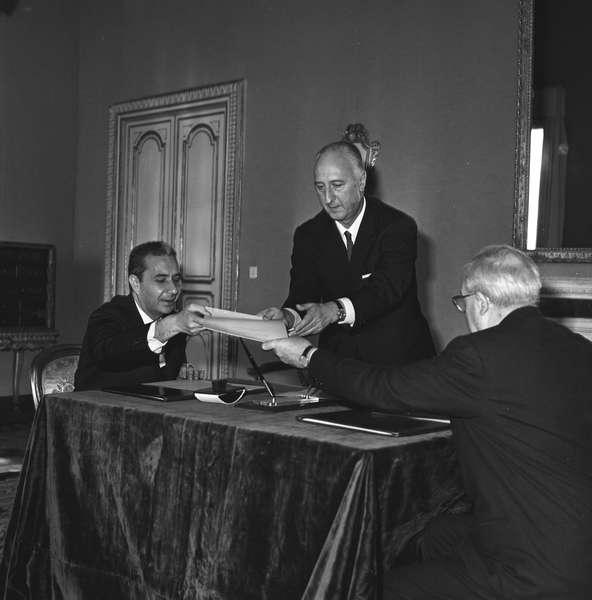
Giuseppe Vingiano tra l'allora presidente del consiglio Aldo Moro e il presidente della Repubblica Giuseppe Saragat nel 1968

Nel 1946 diviene segretario particolare dell'allora presidente dell'Assemblea Costituente Giuseppe Saragat e nel 1947 si iscrive al Partito Socialista Democratico Italiano e collabora al quotidiano di partito L'Umanità. Nel 1948 segue le pratiche per il riconoscimento della qualifica di partigiano. Nei primi anni '50 partecipa alla commissione parlamentare d'inchiesta sulla miseria in Italia e sui mezzi per combatterla (CPIM). Nel 1953 si candida alle elezioni della camera dei deputati nella lista del P.S.D.I.. Diviene membro della giunta del comitato italiano nautico e fece parte del Comitato italiano atlantico fondato nel 1955.
Nel 1958 è commissario della federazione provinciale romana del P.S.D.I.
Fu direttore generale dell'Ente di Assistenza Sociale - E.A.S. e presidente della federazione nazionale delle associazioni Cristiane dei giovani (YMCA).  Saragat gli affiderà l'incarico di raccogliere informazioni sull'Eni e su Enrico Mattei.
Nel 1966 pubblica due romanzi per ragazzi: I violatori dell'invisibile e Le mirabolanti avventure di Gambalesta e Masticabrodo.
Muore il 30 settembre 1970 a Roma. Saragat, in quel momento Presidente della Repubblica, non appena informato dell'evento, si recò per onorare la salma.

## Opere
- L'avventurosa crociera atlantica del smg Barbarigo, Ministero della Marina, 1942[30]
- L'epopea del C.T. Nullo, Editoriale di propaganda, Roma, 1942
- Gran Gala di Bandiere - Bozzetti di vita marinara, Edizioni G.D.M., Roma, 1949[31]
- Epopea di siluranti, Edizioni Danesi, Roma, 1950
- Marinai d'ogni spiaggia e d'un sol cuore, Edizioni G.D.M., Roma, 1953
- Storia della nave, Edizioni Convivium, Roma, 1955
- Dimenticati da Dio, Edizioni Vito Bianco, Roma, 1957
- A che servono questi galloni? - Racconti di vita marinara, Edizioni Sigla Effe, Genova, 1958
- Galee e galeotti - Battaglie navali nel Mediterraneo, Edizioni Bianco, Roma, 1960[32]
- Marinai in guerra, Edizioni Vito Bianco, Roma, 1963[33]
- I biglietti del giovedì, Edizioni Opere Nuove, Roma, 1963
- I violatori dell'invisibile, Gastaldi Editore, Milano, 1966[34]
- Le mirabolanti avventure di Gambalesta e Masticabrodo, Gastaldi Editore, Milano, Ottobre 1966